# Michael Bautz
Michael Max Josef Bautz (* 2. April 1940 in Breslau; † 2. September 2017) war von 2007 bis 2013 Generalvikar des Bistums Dresden-Meißen und vom 21. Februar 2012 bis zum 16. März 2013 dort Diözesanadministrator. 

## Leben
Michael Bautz wuchs nach der Vertreibung aus seiner schlesischen Heimat in Dresden auf. Zunächst erlernte er den Beruf des technischen Zeichners. Danach studierte er Theologie und empfing 1967 in Dresden die Priesterweihe. Anschließend war er zunächst Kaplan in Karl-Marx-Stadt und später in Leipzig.

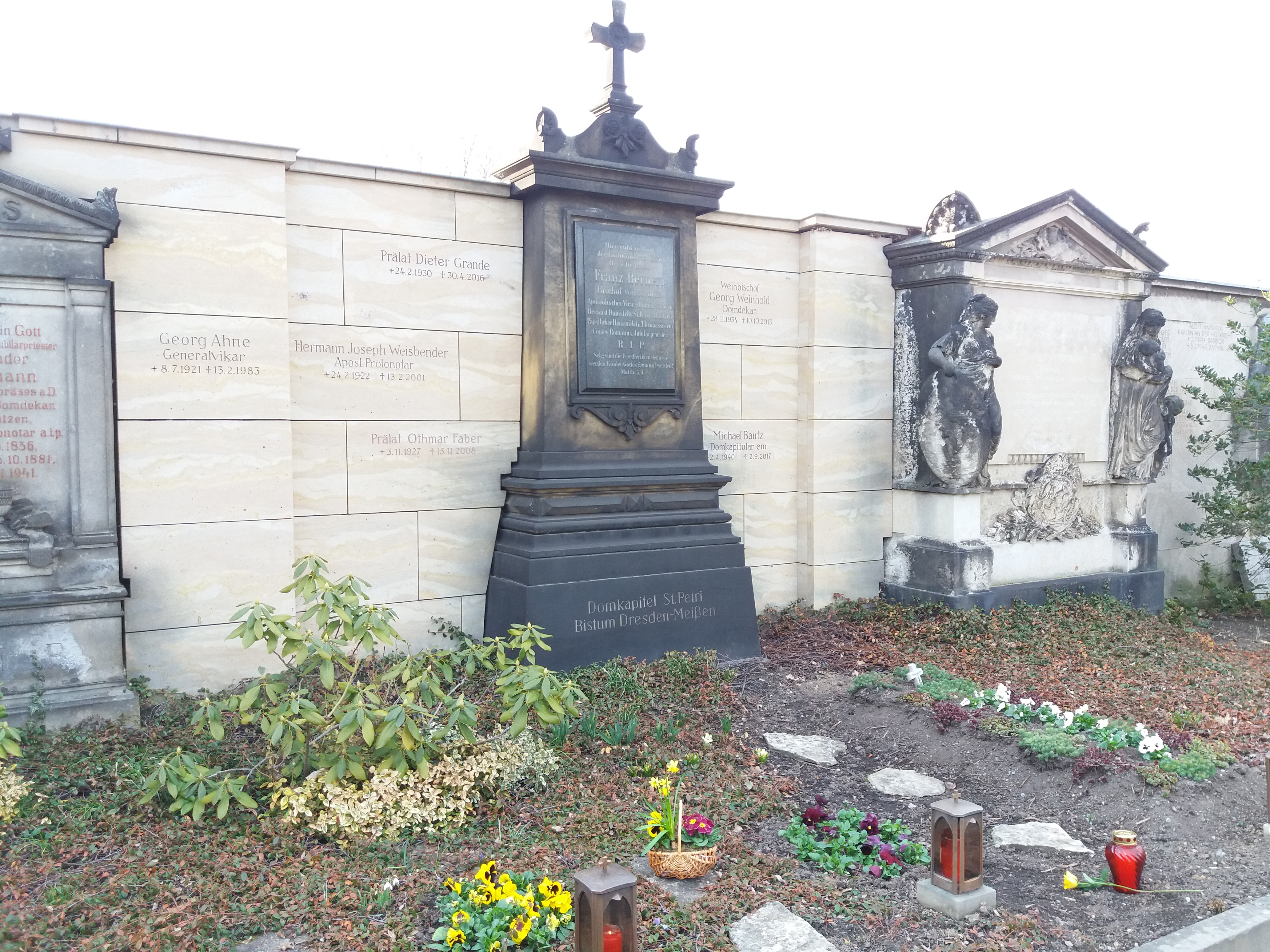
Grabstätte Michael Bautz, Domkapitularsgruft Alter Katholischer Friedhof (Dresden)

Nach der Kaplanszeit war er bis 1980 Subregens des Priesterseminars Erfurt. Danach wurde er Krankenhausseelsorger im katholischen Krankenhaus St. Joseph-Stift in Dresden. Ab 1991 war er Gemeindepfarrer der Herz-Jesu-Gemeinde in Dresden-Johannstadt. Im Jahr 1997 ging Bautz für ein Jahr als Missionar in die Dominikanische Republik und anschließend in das Bistum Pinar del Río nach Kuba. Er wirkte in San Luis und in Mantua. Er kehrte 2006 ins Heimatbistum zurück und arbeitete erneut als Krankenhausseelsorger des Dresdner St. Joseph-Stifts.
Bischof Joachim Reinelt ernannte ihn am 3. Mai 2007 zum Generalvikar des Bistums Dresden-Meißen und damit zum Nachfolger von Konrad Zdarsa, der von Papst Benedikt XVI. kurz zuvor zum Bischof von Görlitz berufen wurde. Sein Amt als Generalvikar trat er am 2. Juli 2007 an. Am 4. Januar 2009 wurde er in das Domkapitel St. Petri zu Dresden berufen; mit seiner Vollendung seines 75. Lebensjahres am 2. April 2015 hatte er Bischof Koch seinen Rücktritt vom Amt angeboten.
Am 21. Februar 2012 wählte ihn das Domkapitel St. Petri zu Dresden für die Zeit der durch das von Papst Benedikt XVI. angenommene Rücktrittsgesuch des bisherigen Bischofs, Joachim Reinelt, eingetretenen Sedisvakanz zum Diözesanadministrator des Bistums Dresden-Meißen.
Am 12. November 2013 verlautbarte Bischof Heiner Koch, dass Bautz am 6. Januar 2014 sein Amt an Andreas Kutschke übergeben würde. Anschließend übernahm er die Seelsorge für die Ruhestandsgeistlichen des Bistums. Zum 1. September 2017 trat er aus gesundheitlichen Gründen in den Ruhestand, starb allerdings bereits einen Tag später.

## Auszeichnungen
- 2008: Bundesverdienstkreuz I. Klasse des Verdienstordens der Bundesrepublik Deutschland[3]
- Mehrere Preise für die Rekonstruktion der verfallenen Kirche von San Luis, Kuba[3]